# Кифара

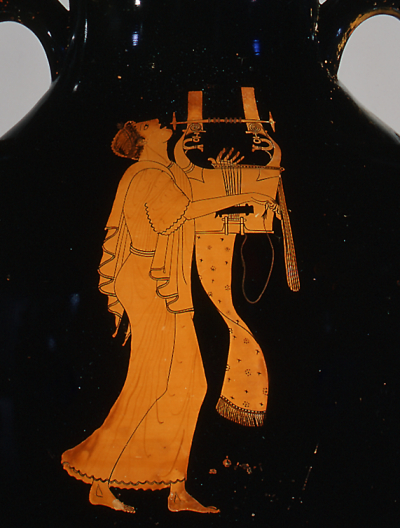
Кифара на краснофигурной амфоре так называемого Берлинского художника (V в. до н. э.). Сосуд хранится в Метрополитен-музее (Нью-Йорк)

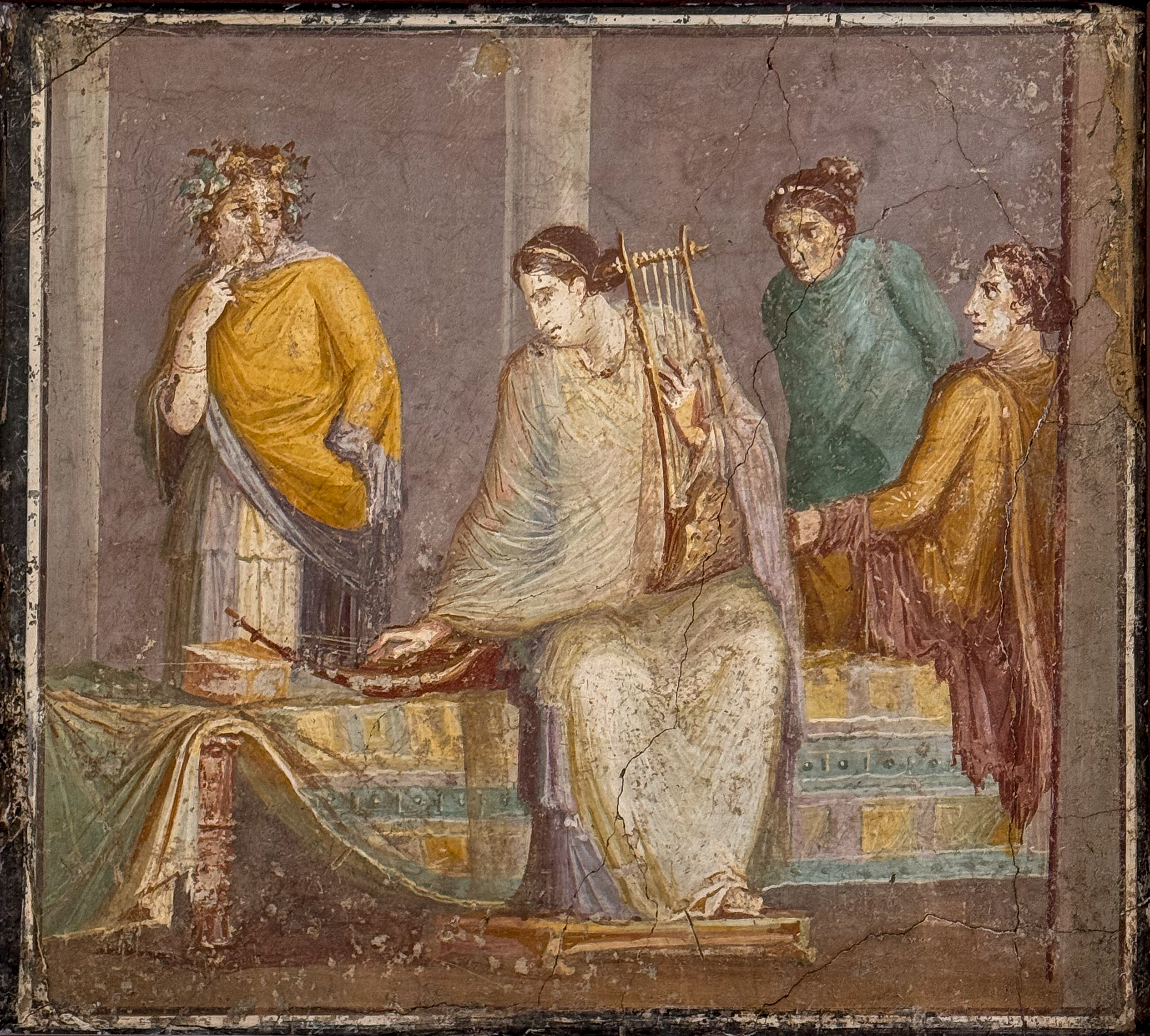
Римлянка, настраивающая кифару (справа) и самбику. Фреска из Помпей, I в. н. э. (Национальный археологический музей Неаполя)

Кифа́ра (др.-греч. κιθάρα, лат. cithara) — древнегреческий струнный щипковый музыкальный инструмент; самая важная в античности разновидность лиры. Кифара считалась инструментом Аполлона; в отличие от авлоса — инструмента Диониса.

## Краткая характеристика
Кифара — один из самых распространённых музыкальных инструментов в Древней Греции. Считается, что в Грецию инструмент был завезён из Египта и Малой Азии. Страбон называл её «азиатской».
На кифаре играли только мужчины, извлекая звуки костяным плектром (крепился к инструменту шнурком). Кифара имела плоский тяжёлый деревянный корпус с прямыми или фигурными очертаниями; к корпусу крепились струны. В классической кифаре было семь струн, позднее в «экспериментальных» инструментах их количество увеличилось до 11-12 (см. Тимофей Милетский). На кифаре играли стоя, держа ее перед грудью. Левой рукой исполнялась мелодия, а правой делали ритмичные удары по струнам. На кифаре играли костяным плектром, который крепился к инструменту шнурком. Во время игры инструмент поддерживался с помощью ремня, привязанного к запястью.
Изначально кифара использовалась для аккомпанемента пению. По-видимому, в классическую эпоху она стала использоваться также как сольный инструмент. Если ещё для Платона «игра на одной лишь кифаре» (др.-греч. κιθάρισις ψιλή) — признак дурной (лишённой «воспитательного» слова) музыки (Законы, 669e), то для модерниста Афинея — это уже особое мастерство, заслуживающее своего термина, «псилокифаристика» (др.-греч. ψιλοκιθαριστική).

### Терминология
Впервые слово «кифара» (в архаической форме) встречается в "Илиаде" Гомера. Певца, аккомпанирующего себе на кифаре, называли кифаре́дом, по другой традиции, кифаро́дом (др.-греч. κιθαρῳδός); музыканта, играющего на кифаре (без пения),— кифаристом (др.-греч. κιθαριστής). Искусство пения под кифару у греков называлось кифаро́дией (др.-греч. κιθαρῳδία). Был разработан целый ряд формульных мелодических композиций — номов, на которые поэты распевали гекзаметрические стихи Гомера и стихи собственного сочинения. Кифародические номы были известны всем ценителям музыки по именам («Беотийский», «Эолийский», «Высокий» и другие) и использовались как «конкурсные» сочинения на праздниках и играх (например, Пифийских). Легендарным создателем кифародических номов древние считали (например, у Псевдо-Плутарха) Терпандра. Искусство игры на кифаре как таковой именовалось кифаристикой (др.-греч. κιθαριστική).

### Иконография
Первые изображения кифары датированы ок. 900 до н. э.

## Рецепция
В Средние века термином cithara называли различные струнные инструменты. От слова cithara (в средневековой орфографии citara) в новоевропейских языках произошли названия популярных музыкальных инструментов «гитерн», «цитра» и «гитара».
Иоанн Златоуст, будучи ярым противником «мирской» музыки, обращался к прихожанам: «Ныне ваши дети предпочитают сатанинские песни и пляски…» И далее, обличая зажиточную паству, возглашал: «Богатые люди после трапезы приводят кифаредов и авлетов; они превращают свой дом в театр…».

## Известные исполнители
- Стратоник Афинский
- Лисандр Сикионский
- Тимофей Милетский[2]
- Терпн (Terpnus), учитель Нерона

## Упоминания в древнегреческой литературе
- Гомер. «Илиада» и «Одиссея»
- Геродот. История
- Платон. Диалоги «Государство» (Resp. 399d7‒9), «Пир», «Протагор"
- Аристотель. Никомахова этика
- Плутарх. Сравнительные жизнеописания
- Псевдо-Плутарх. О музыке
- Светоний. Жизнь двенадцати цезарей
- Аппиан. Римская история[3]